# Bogdănești (Suceava)
Bogdănești is een Roemeense gemeente in het district Suceava.

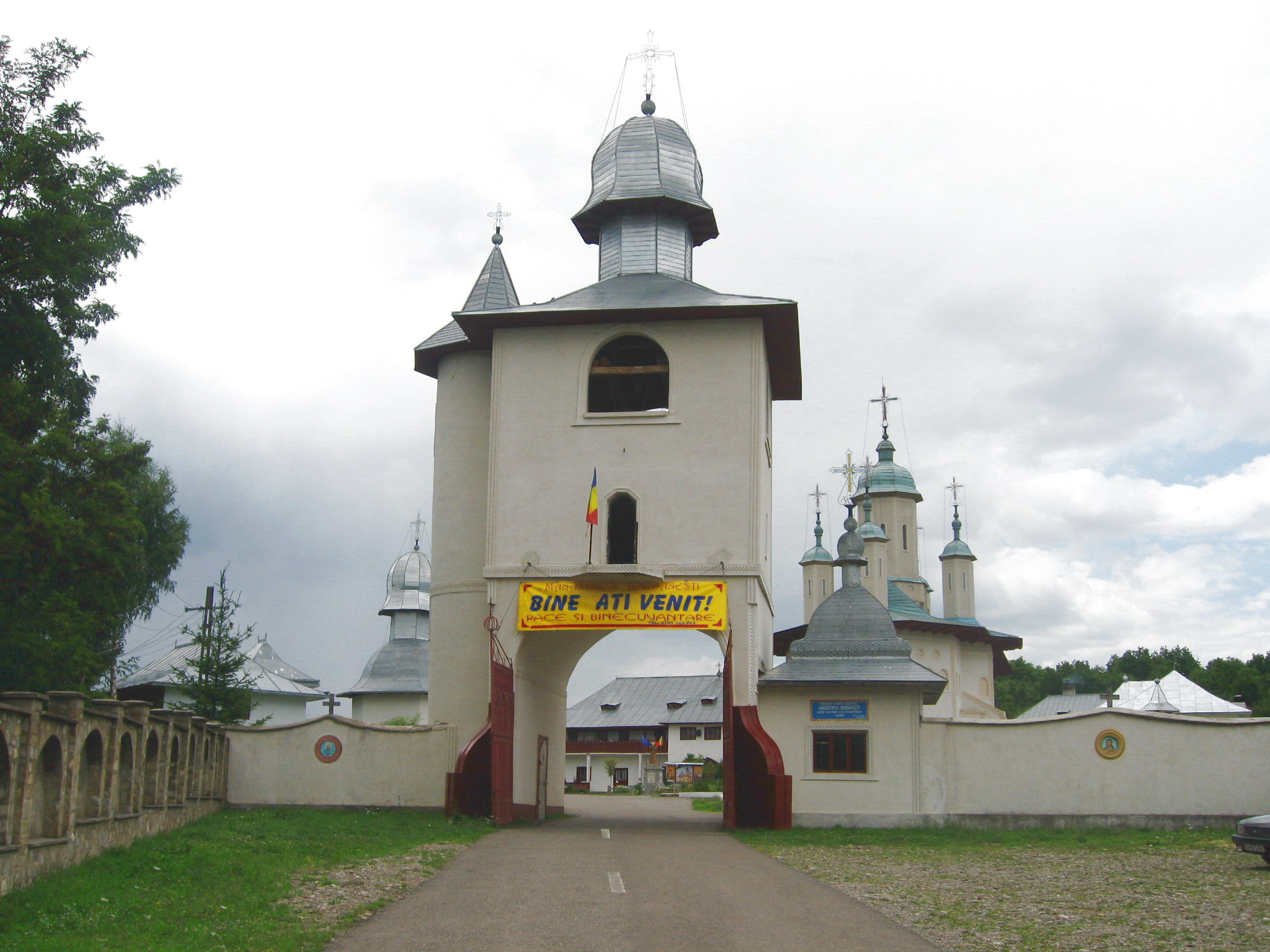
Klooster van Bogdănești

Bogdănești telt 3983 inwoners.